# Dismorphia
Dismorphia is een geslacht in de orde van de Lepidoptera (vlinders) familie van de Pieridae (Witjes).
Dismorphia werd in 1816 beschreven door Hübner.

## Soorten
Dismorphia omvat de volgende soorten:
- Dismorphia alterata - Lucas
- Dismorphia altis - Fassl, 1910
- Dismorphia amphione - (Cramer, 1779)
- Dismorphia arcadia - (Felder, C & R Felder, 1862)
- Dismorphia astyocha - Hübner, 1831
- Dismorphia boliviana - Forster, 1955
- Dismorphia crisia - (Drury, 1782)
- Dismorphia cubana - (Herrich-Schäffer, 1862)
- Dismorphia doris - Baumann & Reissinger, 1969
- Dismorphia elongatus - Goeze, 1779
- Dismorphia eunoe - (Doubleday, 1844)
- Dismorphia hyposticta - (Felder, C & R Felder, 1861)
- Dismorphia laja - (Cramer, 1779)
- Dismorphia lelex - (Hewitson, 1869)
- Dismorphia lewyi - (Lucas, 1852)
- Dismorphia lua - (Hewitson, 1869)
- Dismorphia lycosura - (Hewitson, 1860)
- Dismorphia lygdamis - (Hewitson, 1869)
- Dismorphia lysis - (Hewitson, 1869)
- Dismorphia medora - (Doubleday, 1844)
- Dismorphia medorilla - (Hewitson, 1877)
- Dismorphia melia - (Godart, 1824)
- Dismorphia mirandola - (Hewitson, 1878)
- Dismorphia naphra - (Herrich-Schäffer, 1867)
- Dismorphia niepelti - Weymer, 1909
- Dismorphia pseudolewyi - Forster, 1955
- Dismorphia spio - (Godart, 1819)
- Dismorphia teresa - (Hewitson, 1869)
- Dismorphia thermesia - (Godart, 1819)
- Dismorphia thermesina - (Hopffer, 1874)
- Dismorphia theucharila - (Doubleday, 1848)
- Dismorphia zaela - (Hewitson, 1858)
- Dismorphia zathoe - (Hewitson, 1858)